# Анна Маргарита Гессен-Гомбурзька
Анна Маргарита Гессен-Гомбурзька (нім. Anna Margarete von Hessen-Homburg; 31 серпня 1629 — 3 серпня 1686) — принцеса Гессен-Гомбурзька, донька ландграфа Гессен-Гомбурзького Фрідріха I та Маргарити Єлизавети Лейнінген-Вестербурзької, дружина герцога Шлезвіг-Гольштейн-Зондербург-Візенбургу Філіпа Людвіга.

## Біографія
Анна Маргарита народилась 31 серпня 1629 року в Гомбургу. Вона була п'ятою дитиною і першою донькою в родині ландграфа Гессен-Гомбурзького Фрідріха I та його дружини Маргарити Єлизавети Лейнінґен-Вестербурзької. Її старшими братами були Людвіг Філіп, Вільгельм Крістоф та Георг Крістіан, ще один брат, Георг, помер до її народження.

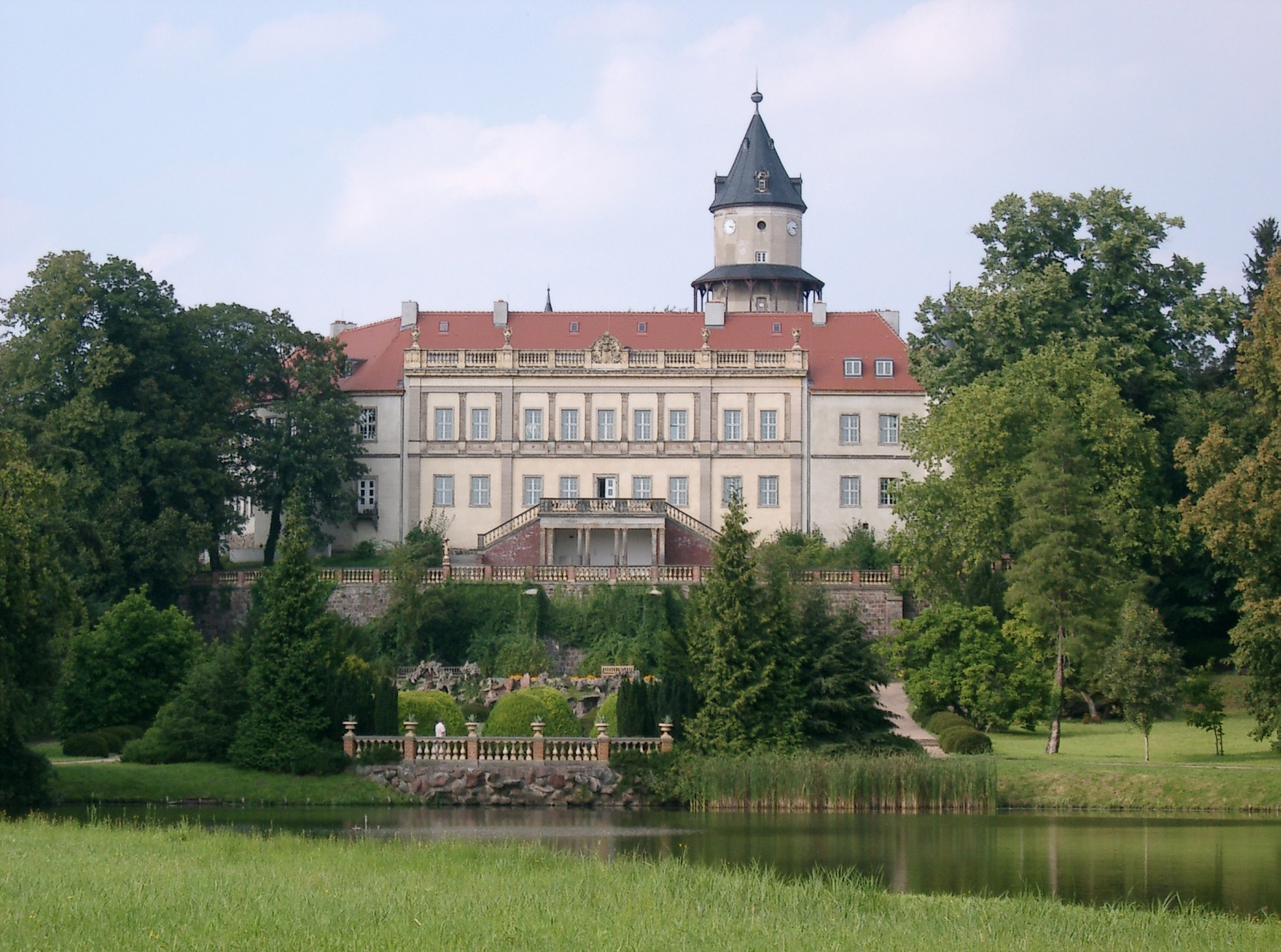
Палац Візенбург

У 20 років Анна Маргарита пошлюбилася із 29-річним Філіпом Людвігом Шлезвіг-Гольштейн-Зондербурзьким, молодшим сином герцога Александра. Подружжя мало численних нащадків.
1664 року Філіп Людвіг придбав палац Візенбург, і став називатися герцогом Шлезвіг-Гольштейн-Зондербург-Візенбурзьким.

## Родина
Чоловік — Філіп Людвіг Шлезвіг-Гольштейн-Зондербурзький
Діти:
- Фрідріх (1651—1724) — наступний герцог Шлезвіг-Гольштейн-Зондербург-Візенбурзький, був одружений з Шарлоттою Ліґніц, мав єдиного сина;
- Георг Вільгельм (нар. та пом. 1652) — помер немовлям;
- Софія Єлизавета (1653—1684) — одружена з герцогом Моріцем Саксен-Зайц, дітей не мала;
- Карл Людвіг (1654—1690)
- Елеонора Маргарита (1655—1702) — одружена з герцогом Максиміліаном II фон унд цу Ліхтенштейн, мала сина та доньку, що померли у ранньому віці;
- Крістіана Амалія (1656—1666) — померла в дитинстві;
- Анна Вільгельміна (*та †1657) — померла немовлям;
- Йоганн Георг (*та †1658) — помер немовлям;
- Леопольд Георг (*та †1660) — помер немовлям;
- Вільгельм Крістіан (1661—1711)
- Фредеріка Луїза (1662—1663) — померла немовлям;
- Магдалена Софія (1664—1720)
- Анна Фредеріка (1665—1748) — була одружена з герцогом Саксен-Зайц-Нойштадт Фрідріхом Генріхом, мала сина та доньку;
- Йоганна Магдалена (1668—1732)